# Yann Gboho
Pour les articles homonymes, voir Gboho.
Yann Gboho, né le 14 janvier 2001 à Man (Côte d'Ivoire), est un footballeur franco-ivoirien qui évolue au poste de milieu offensif au Toulouse FC.

## Biographie

### Jeunesse et formation
Né en Côte d'Ivoire, le jeune Yann Gboho suit son père dont le travail l’amène au Gabon puis en Martinique. Son oncle Ambroise Gboho est également footballeur professionnel. La famille de Yann compte plusieurs autres footballeurs en son sein dont les frères Doué, Guéla et Désiré tous deux internationaux avec la Côte d'Ivoire et la France,.

#### Formation en France
Ayant débuté le football en Martinique à l'Aiglon du Lamentin, c'est ensuite au FC Rouen que Yann Gboho s'affirme comme une grande promesse du football français, attirant l'attention des grands clubs du pays,. Mais c'est aussi à cette époque qu'il se retrouve, d'après Mediapart, victime du fichage ethnique pratiqué par le Paris Saint-Germain ; une partie du club sélectionnant les recrues du centre de formation selon des critères raciaux, privant ainsi Yann Gboho, alors âgé de treize ans, d'une opportunité de rejoindre le club de la capitale,.
Lors de son passage en Normandie, alors que le jeune joueur est courtisé de toutes parts, il garde comme volonté de rester à proximité de sa famille, refusant notamment pour cette raison de rejoindre l'INF de Clairefontaine qui l'avait pourtant admis dans ses rangs. Dans cette optique, c'est ainsi le Stade rennais FC qui fait signer Yann Gboho en 2013, notamment du fait de la présence de son oncle Ambroise Gboho dans le centre de formation, où il sera aussi rejoint par ses deux cousins Désiré et Guéla Doué. Continuant à progresser dans le centre de formation rennais, ses performances attirent des intérêts de plus en plus larges, étant alors suivi par plusieurs grands clubs européens.
Le 24 mai 2018, Yann Gboho signe son premier contrat professionnel avec le Stade rennais FC, le liant alors avec les Rouge et Noir jusqu'en juin 2021,,. Dans la foulée, il remporte le championnat de France des moins de 17 ans en 2018,, avant de reproduire cette performance l'année d'après avec les moins de 19 ans,,.

### Carrière en club

#### Débuts professionnels au Stade rennais FC
Le 20 octobre 2019, après plusieurs apparitions sur le banc lors de la saison 2018-2019, Yann Gboho fait ses débuts professionnels la saison suivante, à l'occasion d'un match contre l'AS Monaco.
Une semaine plus tard, Yann Gboho fait une entrée en jeu décisive contre le Toulouse FC, marquant son premier but dans les arrêts de jeu, offrant une victoire trois buts à deux aux siens. Cette performance met fin à dix matchs sans victoires des Rennais, et est décrite comme un « déclic » dans ce qui se révélera être une des meilleures saisons de l'histoire du club, avec une place qualificative en Ligue des champions.
Lors du reste de la saison, et notamment à partir de 2020, le joueur multiplie les sorties réussies : titulaire contre l'Angers SCO en Coupe de France, il délivre une passe décisive et marque un but (frôlant le doublé) dans la victoire cinq buts à quatre de son équipe ; puis quelques jours plus tard, le 31 janvier 2020, il est à nouveau décisif sur le but de la victoire trois à deux des Rennais lors du derby breton. Yann Gboho fait ainsi partie dans le sillage de son camarade du centre de formation Eduardo Camavinga  des révélations de cet exercice rennais.
Le 2 octobre 2020, Yann Gboho prolonge son contrat avec son club formateur de deux années supplémentaires, soit jusqu'en juin 2023.

#### Prêt au Vitesse Arnhem
Le 22 juillet 2021, Yann Gboho est prêté au Vitesse Arnhem pour un an sans option d'achat.
Après s'être relancé en Eredivisie (30 matchs et 3 buts), il souffre d'une pubalgie qui le contraint à être opéré.

#### Départ pour le Cercle Bruges en Belgique
Après une saison 2021-2022 où il est prêté au Vitesse Arnhem, Yann Gboho est libéré de sa dernière année de contrat au Stade rennais FC. Libre alors de tout contrat, il signe au Cercle Bruges KSV pour trois ans,,.

#### Retour en France au Toulouse FC
Le 8 janvier 2024, lors du mercato hivernal de la saison 2023-2024, il fait son retour en France en s'engageant au Toulouse FC,. Le montant de son transfert est estimé à 2,5 M€,.

## Style de jeu
Milieu offensif polyvalent, Yann Gboho est capable d'évoluer aussi bien en soutien de l'attaque qu'à ses avant-postes. Il brille notamment par ses capacités techniques, mais aussi par la manière dont il arrive a mettre de la vitesse et de l'efficacité dans son jeu, lui donnant une capacité remarquable à éliminer son vis-à-vis. Décrit comme un joueur collectif et altruiste, il s'illustre aussi dans le jeu sans ballon,.

## Statistiques
| Saison                | Club                  | Championnat           | Championnat | Championnat | Championnat | Coupe(s) nationale(s) | Coupe(s) nationale(s) | Coupe(s) nationale(s) | Supercoupe | Supercoupe | Supercoupe | Compétition(s) continentale(s) | Compétition(s) continentale(s) | Compétition(s) continentale(s) | Compétition(s) continentale(s) | Total | Total | Total |
| Saison                | Club                  | Division              | M.          | B.          | P.d.        | M.                    | B.                    | P.d.                  | M.         | B.         | P.d.       | Comp.                          | M.                             | B.                             | P.d.                           | M.    | B.    | P.d.  |
| 2019-2020             | Stade rennais FC      | Ligue 1               | 8           | 1           | 1           | 5                     | 1                     | 2                     | 1          | 0          | 0          | C3                             | 3                              | 0                              | 0                              | 17    | 2     | 3     |
| 2020-2021             | Stade rennais FC      | Ligue 1               | 10          | 0           | 0           | 1                     | 0                     | 0                     | -          | -          | -          | C1                             | 4                              | 0                              | 0                              | 15    | 0     | 0     |
| Sous-total            | Sous-total            | Sous-total            | 18          | 1           | 1           | 6                     | 1                     | 2                     | 1          | 0          | 0          | -                              | 7                              | 0                              | 0                              | 32    | 2     | 3     |
| 2021-2022             | Vitesse Arnhem (prêt) | Eredivisie            | 17          | 2           | 0           | 2                     | 0                     | 0                     | -          | -          | -          | C4                             | 11                             | 1                              | 2                              | 30    | 3     | 2     |
| Sous-total            | Sous-total            | Sous-total            | 17          | 2           | 0           | 2                     | 0                     | 0                     | -          | -          | -          | -                              | 11                             | 1                              | 2                              | 30    | 3     | 2     |
| 2022-2023             | Cercle Bruges         | Jupiler Pro League    | 29          | 3           | 5           | 2                     | 0                     | 1                     | -          | -          | -          | -                              | -                              | -                              | -                              | 31    | 3     | 6     |
| 2023-2024             | Cercle Bruges         | Jupiler Pro League    | 20          | 0           | 3           | 1                     | 1                     | 0                     | -          | -          | -          | -                              | -                              | -                              | -                              | 21    | 1     | 3     |
| Sous-total            | Sous-total            | Sous-total            | 49          | 3           | 8           | 3                     | 1                     | 1                     | -          | -          | -          | -                              | -                              | -                              | -                              | 52    | 4     | 9     |
| 2023-2024             | Toulouse FC           | Ligue 1               | 16          | 3           | 4           | 1                     | 1                     | 0                     | -          | -          | -          | C3                             | 2                              | 0                              | 0                              | 19    | 4     | 4     |
| Sous-total            | Sous-total            | Sous-total            | 16          | 3           | 4           | 1                     | 1                     | 0                     | 0          | 0          | 0          | -                              | 2                              | 0                              | 0                              | 19    | 4     | 4     |
| Total sur la carrière | Total sur la carrière | Total sur la carrière | 100         | 9           | 13          | 12                    | 3                     | 2                     | 1          | 0          | 0          | -                              | 20                             | 1                              | 2                              | 133   | 13    | 17    |

## Palmarès

### En club
Stade rennais FC
- Championnat de France -17 ans :
  - Champion : 2018.

- Championnat de France -19 ans :
  - Champion : 2019.
- Coupe de France
  - Vainqueur : 2019.
- Trophée des champions :
  - Finaliste en 2019.